# Remaugies
Remaugies is een gemeente in het Franse departement Somme (regio Hauts-de-France) en telt 117 inwoners (2009). De plaats maakt deel uit van het arrondissement Montdidier.

## Geografie
De oppervlakte van Remaugies bedraagt 4,1 km², de bevolkingsdichtheid is dus 28,5 inwoners per km².
De onderstaande kaart toont de ligging van Remaugies met de belangrijkste infrastructuur en aangrenzende gemeenten.

## Demografie
Onderstaande figuur toont het verloop van het inwonertal (bron: INSEE-tellingen).